# Liste von Computer- und Videospielmusik-Komponisten
Diese Liste enthält Personen, die durch ihre Tätigkeit als Komponisten von Musik für Computer- und Videospiele Bekanntheit erlangten. Bei eingetragenen Spielen muss die Relevanz zumindest möglich erscheinen.
| Name                                         | geboren  | gestorben | Nationalität               | Studio                              | Werke (Auswahl) | Bild |
| -------------------------------------------- | -------- | --------- | -------------------------- | ----------------------------------- | --- | ---- |
| Satou Akira                                  |          |           | Japan                      |                                     | Raiden, Raiden II |      |
| Tilo Alpermann                               |          |           | Deutschland                |                                     | The Night of the Rabbit |      |
| Masamicz Amano                               | 1957     |           | Japan                      |                                     | Quest 64 |      |
| Shinobu Amayake                              |          |           |                            |                                     | Stunt Race FX |      |
| Hirokazu Ando                                |          |           |                            |                                     | Super-Smash-Bros.-Reihe, Kirby-Spiele |      |
| Hidehito Aoki                                |          |           |                            |                                     | Persona |      |
| Yoshino Aoki                                 |          |           |                            | Capcom                              | Mega Man X3 (Capcom Sound Team), Breath of Fire III (mit Akari Kaida), Breath of Fire IV |      |
| Satoshi Arai                                 |          |           |                            |                                     | Ys V: Ushinawareta Sunano Miyako Kefin (aus der Ys-Reihe) |      |
| David Arkenstone                             | 1952     |           | USA                        |                                     | Lands of Lore 1-3, World of Warcraft |      |
| Noriyuki Asakura                             |          |           |                            |                                     | Tenchu-Reihe, Way-of-the-Samurai-Reihe |      |
| Clint Bajakian                               | 1963     |           | USA                        | LucasArts                           | Outlaws |      |
| John Baker                                   |          |           |                            |                                     | Toejam-&-Earl-Reihe |      |
| James Banana, Pseudonym von Kinuyo Yamashita |          |           |                            |                                     | |      |
| Taro Bando                                   |          |           |                            |                                     | Super Mario Kart, F-Zero X, F-Zero GX |      |
| Andrew Barnabas                              |          |           |                            |                                     | MediEvil |      |
| Laura Barratt                                |          |           |                            |                                     | Master of Orion II: Battle at Antares |      |
| Jean Baudlot                                 | 1947     |           | Frankreich                 |                                     | Operation Stealth, Flashback |      |
| Robin Beanland                               |          |           |                            | Rare                                | Killer Instinct, Killer Instinct 2, Conker’s Bad Fur Day, GoldenEye 007, Perfect Dark |      |
| Patrick Becher                               |          |           |                            | BUGOFNCI                            | Battle Tiger |      |
| David Bergeaud                               | 1968     |           | Frankreich                 |                                     | Ratchet-&-Clank-Reihe |      |
| Christoph Bergmann                           |          |           |                            |                                     | Street Gang, Master Blaster, Zounds |      |
| Michiel van den Bos                          | 1975     |           | Niederlande                |                                     | Unreal, Deus Ex, Overlord |      |
| Alexander Brandon                            | 1974     |           | USA                        | Epic Games, Ion Storm               | Unreal, Unreal Tournament, Tyrian, Jazz Jackrabbit 2, Deus Ex |      |
| Andy Brick                                   |          |           |                            |                                     | SimCity 4, The Sims 2 |      |
| Allister Brimble                             |          |           |                            |                                     | Alien-Breed-Reihe, Full Contact, Colonization, Mortal Kombat & Mortal Kombat II, Dungeon Master II, viele weitere Spiele, unter anderem für den Amiga |      |
| Steffen Brinkmann                            | 1994     |           | Deutschland                |                                     | Anno 1800, Tropico 6, Rise of Cultures, Sunrise Village, Harry Potter: Magic Awakened, Heroes of History |      |
| Eric Brosius                                 |          |           |                            |                                     | Thief-Reihe |      |
| Bill Brown                                   | 1969     |           | USA                        |                                     | Command & Conquer: Generäle, Tom Clancy’s Ghost Recon, Tom Clancy’s Rainbow Six, Lineage II |      |
| Bun Bun                                      |          |           |                            | Capcom                              | Mega Man 3, Mega Man 4 |      |
| Jun „Chiki“ Chikuma                          |          |           |                            | Hudson Soft                         | Faxanadu, Adventure Island, Bomberman-Reihe |      |
| Donnie Christianson                          |          |           |                            |                                     | Damnation the Game, Posertrax music library |      |
| Mike Clarke                                  |          |           |                            |                                     | Formel-1-Reihe, Destruction-Derby-Reihe, LifeForce: Tenka, Psybadek, Music, Music 2000, MTV Music Generator 3 |      |
| Elia Cmíral                                  | 1950     |           | Tschechien                 |                                     | The Last Express, Spec Ops: The Line |      |
| Peter Connelly                               | 1972     |           | Großbritannien             |                                     | Tomb-Raider-Reihe |      |
| Mark Cooksey                                 |          |           |                            |                                     | Ghosts ’n Goblins |      |
| Stewart Copeland                             | 1952     |           | USA                        |                                     | Spyro-Reihe |      |
| Jim Cuomo                                    |          |           |                            |                                     | Defender of the Crown |      |
| Ben Daglish                                  | 1966     | 2018      | Großbritannien             |                                     | zahlreiche C64-Spiele der 80er- und 90er-Jahre |      |
| Charles Deenen                               |          |           |                            |                                     | M.C. Kids, The Lost Vikings |      |
| Fabian Del Priore                            | 1978     |           | Deutschland                |                                     | Cultures-Reihe, X-Reihe, Hauptkomponist des Merregnon-Projekts |      |
| Thomas Detert                                |          |           |                            |                                     | |      |
| Sascha Dikiciyan                             | 1970     |           | Deutschland                |                                     | Quake II, Mass Effect 2 & 3 |      |
| Rom Di Prisco                                | 1972     |           | Kanada                     |                                     | Need for Speed, Gears of War |      |
| James Dooley                                 | 1976     |           | USA                        |                                     | |      |
| Howard Drossin                               |          |           |                            |                                     | Comix Zone, Sonic Spinball |      |
| Simon D’Souza                                |          |           |                            |                                     | The Journey Down |      |
| Jonathan Dunn                                |          |           |                            |                                     | Arkanoid 2, Bad Dudes vs. Dragon Ninja, Desert Strike: Return to the Gulf |      |
| Jeff van Dyck                                | 1969     |           | Kanada                     |                                     | Total-War-Reihe |      |
| Takahito Eguchi                              | 1971     |           | Japan                      |                                     | The Bouncer, Final Fantasy X-2 |      |
| Jared Emerson-Johnson                        | 1981     |           | USA                        |                                     | Telltale Games |      |
| Eveline Fisher                               |          |           |                            |                                     | Donkey Kong Country (mit David Wise und Robin Beanland), Donkey Kong Country 2: Diddy’s Kong Quest, Donkey Kong Country 3: Dixie Kong’s Double Trouble! (mit David Wise), Donkey Kong Land III, Donkey Kong 64, Banjo-Pilot, Banjo-Kazooie |      |
| Geoff Follin                                 |          |           |                            |                                     | Gauntlet III (mit Tim Follin), Psycho Pigs UXB (mit Tim Follin), Spider-Man and the X-Men: Arcade's Revenge (mit Tim Follin), Altered Space, Sly Spy |      |
| Tim Follin                                   |          |           |                            |                                     | Ghouls ’n Ghosts (Amiga- und C64-Version), Ecco the Dolphin (Dreamcast), X-Men: Mutant Apocalypse (Super Nintendo), weitere Stücke für Videospiele der 8-Bit und 16-Bit-Ära |      |
| David „synchrnzr“ Font                       |          |           |                            |                                     | Yume, Legend of the Dragon, ONE Sequel |      |
| Dan Forden                                   |          |           |                            |                                     | Mortal-Kombat-Reihe |      |
| Toby Fox                                     | 1991     |           | USA                        |                                     | Undertale, Deltarune, Pokémon Schwert und Schild |      |
| Hiroshi Fujioka                              |          |           |                            |                                     | Growlanser II, Growlanser III, Langrisser III |      |
| Brad Fuller                                  | 1953     | 2016      | USA                        | Atari Games                         | Marble Madness , Blasteroids, Tengen Tetris |      |
| Matt Furniss                                 |          |           |                            |                                     | verschiedene Spiele für das Sega Master System und das Sega Mega Drive |      |
| Kyle Gabler                                  |          |           |                            |                                     | World of Goo |      |
| Martin Galway                                | 1966     |           | Großbritannien             |                                     | Arkanoid, Green Beret, Rambo - First Blood Part 2, Parallax, Wizball, Times of Lore, Wing Commander 2 |      |
| Andrew Gannon                                |          |           |                            |                                     | Furious Karting, Gran Turismo 4, Race Driver 3 |      |
| Michael Giacchino                            | 1967     |           | USA                        |                                     | Medal-of-Honor-Reihe |      |
| Gary Gilbertson                              |          |           |                            |                                     | The Tail of Beta Lyrae, Alternate Reality |      |
| Mick Gordon                                  | 1985     |           | Australien                 |                                     | Need for Speed: Shift, Wolfenstein: The New Order |      |
| Fred Gray                                    |          |           |                            |                                     | |      |
| Matt Gray                                    |          |           |                            |                                     | Last Ninja 2, Micro Machines, Stormlord II |      |
| Gustaf Grefberg                              | 1974     |           | Schweden                   |                                     | Enclave, The Chronicles of Riddick: Escape from Butcher Bay |      |
| Harry Gregson-Williams                       | 1961     |           | Großbritannien             |                                     | Metal Gear Solid 2, Metal Gear Solid 3, Call of Duty 4 |      |
| Aaron Grier                                  |          |           |                            |                                     | Star Control 2 (mit Dan Nicholson, Erol Otus, Kevin Palivec, Marc Brown, Riku Nuottajärvi, Tommy Dunbar) |      |
| Olaf Gustafsson                              |          |           |                            | Digital Illusions CE                | Pinball Fantasies, Pinball Illusions, Pinball Dreams, Benefactor |      |
| Reeves Gabrels                               |          |           |                            |                                     | Deus Ex, Deus Ex: Invisible War |      |
| Brigitte Gertz                               |          |           |                            |                                     | Summer Events (C16) |      |
| Minako Hamano                                |          |           |                            |                                     | Super Metroid (mit Kenji Yamamoto), Metroid Fusion, Metroid: Zero Mission |      |
| Masashi Hamauzu                              | 1971     |           | Japan                      |                                     | SaGa Frontier 2, Tobal No. 1, Final Fantasy X (mit Nobuo Uematsu und Junya Nakano) |      |
| Kentarō Haneda                               | 1949     | 2007      | Japan                      |                                     | Wizardry-Reihe |      |
| James Hannigan                               |          |           |                            |                                     | Catwoman, Republic: The Revolution BAFTA-nominiert 2003, Freelancer, Brute Force, Sim Theme Park BAFTA-Gewinner 2000, Grand Prix 4, Reign of Fire, Privateer 2: The Darkening, Evil Genius, Advance Wars: Under Fire, Blue Vault, Warhammer: Schatten der Gehörnten Ratte, FIFA Soccer Manager, FA Premier League Manager BAFTA-nominiert 2000, F1, Conquest: Frontier Wars, Infestation, Action Man, Sim Coaster, F1 Manager |      |
| Chihiro Harada                               |          |           |                            |                                     | Gitarooman |      |
| Kurt Harland                                 |          |           |                            |                                     | Soul Reaver |      |
| Saki Haruyama                                |          |           |                            |                                     | Fire Emblem: The Sacred Stones |      |
| Hikoshi Hashimoto                            |          |           |                            |                                     | Run Saber |      |
| Jason Hayes                                  |          |           |                            |                                     | World of Warcraft |      |
| Jim Hedges                                   |          |           |                            |                                     | Soul Reaver 2 |      |
| Steve Henifin                                |          |           |                            |                                     | Blood Omen: Legacy of Kain, Eternal Darkness: Sanity's Requiem |      |
| Dan Hess                                     |          |           |                            |                                     | Pilotwings 64 |      |
| Norihiko Hibino                              |          |           |                            |                                     | Metal Gear: Ghost Babel, Zone of the Enders, Metal Gear Solid 2: Sons of Liberty, Boktai, Metal Gear Solid 3: Snake Eater |      |
| Miki Higashino                               |          |           |                            |                                     | Genso Suikoden, Genso Suikoden II, Genso-Suikogaiden-Reihe |      |
| Masanori Hikichi                             |          |           |                            |                                     | Terranigma |      |
| Yoshito Hirano                               |          |           |                            |                                     | Fire Emblem: The Sacred Stones |      |
| Jochen Hippel                                | 1971     |           | Deutschland                |                                     | Amberstar, Wings of Death, Lethal Xcess, Chambers of Shaolin, Gates of Jambala |      |
| Hajime Hirasawa                              |          |           |                            |                                     | |      |
| Ogura Hisayoshi                              |          |           |                            |                                     | Zuntata Sound Team, Darius, Darius II (auch Sagaia genannt), Darius Gaiden, G Darius, Night Striker, The Ninja Warriors |      |
| Michael Hoenig                               | 1952     |           | Deutschland                |                                     | Baldur’s Gate, Baldur’s Gate 2 |      |
| Tom „Junkie XL“ Holkenborg                   | 1967     |           | Niederlande                |                                     | Burnout Paradise, Die Sims 3 |      |
| Markus Holler                                |          |           |                            |                                     | S.T.A.L.K.E.R.: Shadow of Chernobyl |      |
| Alec Holowka                                 | 1983     | 2019      | Kanada                     |                                     | Aquaria |      |
| Toshihiko Horiyama                           |          |           |                            |                                     | Mega Man X4 |      |
| Shinji Hosoe                                 |          |           |                            |                                     | Dragon Spirit, Metroid Prime, Xenosaga Episode II: Jenseits von Gut und Böse |      |
| Ben Houge                                    |          |           |                            |                                     | Arcanum |      |
| Rob Hubbard                                  | 1955     |           | Großbritannien             |                                     | zahlreiche Spiele für den C64 |      |
| Chris Hülsbeck                               | 1968     |           | Deutschland                |                                     | Apidya, Great Giana Sisters, Turrican-Reihe, Tunnel B1, R-Type (C64 mit Ramiro Vaca, Amiga Titelmusik), Star Wars: Rogue Squadron, To be on Top, Crystal Hammer |      |
| Tsukumo Hyakutarou                           |          |           |                            |                                     | Blast Wind, Hyper Duel, Thunder Force V |      |
| Tadashi Ikegami                              |          |           |                            |                                     | Super Smash Bros. Melee |      |
| Tsuneo Imahori                               |          |           |                            |                                     | Gungrave |      |
| Naoto Ishida                                 |          |           |                            |                                     | |      |
| Jun Ishikawa                                 |          |           |                            |                                     | Kirby-Reihe, Alcahest |      |
| Takeharu Ishimoto                            | 1970     |           | Japan                      | Square Enix                         | Final-Fantasy-Reihe |      |
| Daisuke Ishiwatari                           | 1973     |           | Japan                      |                                     | Guilty-Gear-Reihe |      |
| Kenji Ito                                    |          |           |                            |                                     | Final Fantasy Legend 2, SaGa-Reihe, Seiken Densetsu 1, Koi ha Balance: Battle of Lovers, Tobal No. 1, Shinyaku Seiken Densetsu |      |
| Hiroshi Iuchi                                |          |           |                            |                                     | Ikaruga |      |
| Noriyuki Iwadare                             | 1964     |           | Japan                      |                                     | Lunar-Reihe, Grandia-Reihe, Growlanser |      |
| Takayuki Iwai                                |          |           |                            |                                     | X-Men vs. Street Fighter |      |
| Tappy Iwase                                  |          |           |                            |                                     | Policenauts, Metal Gear Solid |      |
| Masaharu Iwata                               |          |           |                            |                                     | Final Fantasy Tactics (mit Hitoshi Sakimoto), Stella Deus (mit Hitoshi Sakimoto) |      |
| Lee Jackson                                  |          |           |                            |                                     | Rise of the Triad, Duke Nukem 3D |      |
| Richard Jacques                              | 1973     |           | Großbritannien             |                                     | Jet Set Radio Future, Mass Effect |      |
| Richard Joseph                               | 1953     | 2007      | Großbritannien             |                                     | Mega lo Mania |      |
| Yuka Kadota                                  |          |           |                            |                                     | X-Men vs. Street Fighter |      |
| Naoki Kaneda                                 |          |           |                            |                                     | Ys V: Ushinawareta Sunano Miyako Kefin (aus der Ys-Reihe) |      |
| Yumiko Kanki                                 |          |           |                            |                                     | |      |
| Yōko Kanno                                   | 1964     |           | Japan                      |                                     | Genghis Khan, Ragnarok Online 2 |      |
| Shigeru Kanno                                | 1959     |           | Japan                      |                                     | Genghis Khan |      |
| Yasuhiro Kawasaki                            |          |           |                            |                                     | Hohe dichte Variation |      |
| Hiroki Kikuta                                |          |           |                            |                                     | Secret of Mana, Seiken Densetsu 3, Soukaigi, Koudelka |      |
| Rob King                                     |          |           |                            |                                     | Heroes of Might and Magic 4 |      |
| Yoshihiko Kitamura                           |          |           |                            |                                     | Fire Emblem: The Sacred Stones |      |
| Grant Kirkhope                               |          |           |                            | Rare                                | Banjo-Kazooie, GoldenEye 007, Perfect Dark, Blast Corps, Donkey Kong 64, Donkey Kong Land 2 |      |
| Frank Klepacki                               | 1974     |           | USA                        | Westwood Studios, Pytroglyth Games  | Dune-Reihe ab Dune II – Kampf um Arrakis; gesamte Command-&-Conquer-Reihe |      |
| Geoff Knorr                                  | 1985     |           | USA                        |                                     | Civilization V, Civilization VI |      |
| Chiho Kobayashi                              |          |           |                            |                                     | Key of Avalon |      |
| Keiki Kobayashi                              |          |           |                            |                                     | Ace Combat |      |
| Miyoko Kobayashi                             |          |           |                            |                                     | Terranigma |      |
| Saori Kobayashi                              |          |           |                            |                                     | Panzer-Dragoon-Reihe |      |
| Kōji Kondō                                   | 1961     |           | Japan                      | Nintendo                            | Super-Mario-Spiele, Zelda-Spiele, Star-Fox-Spiele |      |
| Yūzō Koshiro                                 | 1967     |           | Japan                      |                                     | Ys, ActRaiser, Shenmue |      |
| Jesper Kyd                                   | 1972     |           | Dänemark                   |                                     | Hitman-Reihe Freedom Fighters, MDK 2 |      |
| Koichi Kyuma                                 |          |           |                            |                                     | Metroid Prime |      |
| Michael Land                                 | 1961     |           | USA                        | LucasArts                           | Monkey-Island-Reihe, X-Wing-Reihe, The Dig |      |
| Barry Leitch                                 |          |           |                            | Germlin                             | Lotus Turbo Challenge 2 |      |
| Paul Leonard-Morgan                          | 1974     |           | Großbritannien             |                                     | Battlefield Hardline, Warhammer 40.000: Dawn of War III, Cyberpunk 2077 |      |
| Russell Lieblich                             |          |           |                            |                                     | frühe Intellivision-Spiele |      |
| Al Lowe                                      | 1946     |           | USA                        | Sierra On-Line                      | Leisure Suit Larry |      |
| Dave Lowe                                    |          |           |                            |                                     | |      |
| Bjørn Lynne                                  |          |           |                            |                                     | Worms-Reihe |      |
| Jerry Martin                                 |          |           |                            |                                     | Sim-City-Reihe |      |
| Jun’ichi Masuda                              | 1968     |           | Japan                      |                                     | Pokémon-Spiele |      |
| Noriko Matsueda                              |          |           |                            |                                     | Bahamut Lagoon, Chrono Trigger, Tobal No. 1, The Bouncer, Final Fantasy X-2 |      |
| Michael McCann                               | 1976     |           | Kanada                     |                                     | Deus-Ex-Reihe |      |
| Peter McConnell                              |          |           |                            |                                     | Grim Fandango |      |
| Nathan McCree                                | 1969     |           | Großbritannien             |                                     | Tomb Raider |      |
| Joe Mcdermott                                |          |           |                            |                                     | Zombies Ate My Neighbors |      |
| Robyn Miller                                 | 1966     |           | USA                        |                                     | Myst, Riven |      |
| Yasunori Mitsuda                             | 1972     |           | Japan                      | Square                              | Chrono Trigger, Front Mission: Gun Hazard (mit Nobuo Uematsu und Junya Nakano), Radical Dreamers, Chrono Cross, Xenogears, Xenosaga, Shadow Hearts, Legaia 2: Duel Saga |      |
| Naoshi Mizuta                                |          |           |                            |                                     | Rockman & Forte, Parasite Eve 2, Final Fantasy XI |      |
| Mark Morgan                                  | 1961     |           | USA                        |                                     | Fallout, Planescape: Torment, Zork Nemesis |      |
| Mike Morasky                                 |          |           |                            |                                     | Portal, Portal 2, Team Fortress 2, Left 4 Dead, Left 4 Dead 2, Counter-Strike: Global Offensive, Day of Defeat: Source |      |
| Akihiko Mori                                 |          |           |                            |                                     | Mystic Arc, Wonder-Project-J-Reihe |      |
| Rika Muranaka                                |          |           |                            |                                     | Castlevania: Symphony of the Night, Silent Hill, Metal-Gear-Solid-Reihe (jede Endmusik) |      |
| Kazuki Muraoka                               |          |           |                            |                                     | Metal Gear, Metal Gear Solid, Metal Gear 2: Solid Snake |      |
| Ryō Nagamatsu                                | 1982     |           | Japan                      | Nintendo                            | |      |
| Masato Nakamura                              | 1958     |           | Japan                      | Sega                                | Sonic the Hedgehog |      |
| Junya Nakano                                 |          |           |                            |                                     | Front Mission: Gun Hazard, Dew Prism (Threads of Fate in the U.S.), Tobal No. 1, Final Fantasy X |      |
| Akito Nakatsuka                              |          |           |                            |                                     | Zelda II: The Adventure of Link |      |
| Manabu Namiki                                |          |           |                            |                                     | |      |
| Michiko Naruke                               |          |           |                            |                                     | Wild-ARMs-Reihe |      |
| Spender Nilsen                               |          |           |                            |                                     | Ecco the Dolphin (Mega-CD), Batmans Rückkehr (Mega-CD), Sonic CD (US Version) |      |
| Paul Norman                                  | 1951     |           | USA                        |                                     | Aztec Challenge, Forbidden Forest |      |
| Martin O’Donnell                             |          |           |                            |                                     | Halo: Kampf um die Zukunft, Halo 2 sowie Halo 3 |      |
| Masanori Oodachi                             |          |           |                            | Konami                              | Castlevania-Reihe |      |
| Benny Oschmann                               | 1987     |           | Deutschland                |                                     | The Book of Unwritten Tales |      |
| Reyn Ouwehand                                |          |           |                            |                                     | Last Ninja 3 |      |
| Kevin Penkin                                 | 1992     |           | Großbritannien, Australien |                                     | Florence |      |
| Mark Petrie                                  | 1979     |           | Neuseeland                 |                                     | Madden-NFL-Reihe |      |
| Stéphane Picq                                | 1965     | 2025      | Frankreich                 | Cryo                                | Dune, Lost Eden |      |
| Robert „Bobby“ Prince                        | vor 1966 |           | USA                        | id Software                         | Commander Keen 4-6, Wolfenstein 3D, Doom und Doom II; Duke Nukem 3D, Rise of the Triad |      |
| Lena Raine                                   | 1984     |           | USA                        |                                     | Celeste, Guild Wars 2 |      |
| Trent Reznor                                 | 1965     |           | USA                        |                                     | Quake, Call of Duty: Black Ops II |      |
| Kai Rosenkranz                               | 1980     |           | Deutschland                | Piranha Bytes                       | Gothic, Gothic 2, Gothic 3, Risen |      |
| Stephen Rippy                                |          |           |                            |                                     | Halo Wars |      |
| Daniel Rosenfeld                             | 1989     |           | Deutschland                |                                     | Minecraft, Beyond Stranger Things |      |
| Hitoshi Sakimoto                             |          |           |                            |                                     | Final-Fantasy-Tactics-Reihe, Final Fantasy XII, Breath of Fire V: Dragon Quarter, Vagrant Story |      |
| Motoi Sakuraba                               | 1965     |           | Japan                      |                                     | Tales of Phantasia, Star-Ocean-Reihe, Golden-Sun-Reihe, Eternal Sonata (Trusty Bell) |      |
| George Alistair „The Fat Man“ Sanger         | 1957     |           | USA                        |                                     | Maniac Mansion, LOOM, Wing Commander, The 7th Guest, Master of Orion |      |
| Yoshihiro Sakaguchi                          |          |           | Japan                      |                                     | Mega Man, Street Fighter |      |
| Ryuji Sasai                                  |          |           |                            |                                     | Final Fantasy: Mystic Quest, Bushido Blade 2, Final Fantasy Legend III, Rudora no Hihou |      |
| Tenpei Sato                                  |          |           |                            |                                     | Marl-Serie, Disgaea, Phantom Brave |      |
| Kevin Saville                                |          |           |                            |                                     | Independence War, Frontschweine |      |
| Kazuo Sawa                                   |          |           |                            |                                     | Nekketsu Kouha: Kunio-Kun, River City Ransom |      |
| Garry Schyman                                | 1954     |           | USA                        |                                     | BioShock, Mittelerde: Schatten des Krieges |      |
| Andrew G. Sega                               |          |           |                            |                                     | Unreal |      |
| Mark Seibert                                 |          |           | USA                        | Sierra On-Line                      | Quest-for-Glory-Reihe, King’s-Quest-Reihe |      |
| Hannes Seifert                               | 1971     |           | Österreich                 |                                     | 1869, Whale’s Voyage |      |
| Tsuyoshi Sekito                              |          |           |                            |                                     | All-Star-Pro-Wrestling-Reihe, Brave Fencer Musashi, Final Fantasy II (WonderSwan Color- und Final Fantasy Origins-Versionen), Chrono Trigger (PlayStation-Version), Romancing SaGa: Minstral Saga, Final Fantasy VII: Advent Children |      |
| Miyamo Shant                                 |          |           |                            |                                     | Guardian Legend, Zanac |      |
| Russell Shaw                                 |          |           |                            |                                     | Fable |      |
| Laura Shigihara                              |          |           |                            |                                     | Plants vs. Zombies |      |
| Ichiro Shimaura                              |          |           |                            |                                     | Mario Party 3-5 |      |
| Yōko Shimomura                               | 1967     |           | Japan                      |                                     | Front-Mission-Reihe, Live-A-Live, Super Mario RPG (mit Nobuo Uematsu und Koji Kondo), Chocobo Stallion, Parasite Eve, Kingdom Hearts |      |
| Yasunori Shiono                              |          |           |                            |                                     | Lufia-Reihe |      |
| Atsushi „Tenmon“ Shirakawa                   | 1971     |           | Japan                      |                                     | Ys V: Ushinawareta Sunano Miyako Kefin (aus der Ys-Reihe) |      |
| Jeremy Soule                                 | 1975     |           | USA                        |                                     | Oblivion, Secret of Evermore, Total Annihilation, Morrowind, Dungeon Siege, Guild Wars, Prey, Skyrim |      |
| Glenn Stafford                               |          |           |                            | Blizzard                            | Justice League Task Force, The Lost Vikings, Blackthorne, StarCraft, Warcraft-Reihe, World of Warcraft, Diablo-Reihe |      |
| Rudolf Stember                               |          |           |                            | Factor 5                            | |      |
| Rai Streubel                                 |          |           |                            | Clockwork, cccp, milleplateauxmedia | |      |
| Koichi Sugiyama                              |          |           |                            |                                     | Gandara, Dragon-Quest-Reihe, E.V.O.: Search for Eden, Hanjyuku-Hero-Reihe, Itadaki Street 2: Neon Sign ha Bara Iro ni, Monopoly (Japanische Version), Syvalion, Wingman, Wingman Special |      |
| Keiichi Suzuki                               |          |           |                            |                                     | Earthbound |      |
| Yasuhiko Takashiba                           |          |           |                            |                                     | Super Earth Defense Force, Tuff Enuff |      |
| Hirohiko Takayama                            |          |           |                            |                                     | Xexyz |      |
| Yukehide Takekawa                            |          |           |                            |                                     | Soul Blazer |      |
| Tommy Tallarico                              |          |           |                            |                                     | Earthworm Jim, Treasures of the Deep, Spot Goes To Hollywood, MDK, Maximo: Ghosts to Glory, Wild 9, Cool Spot, Advent Rising |      |
| Hirokazu „Hip“ Tanaka                        | 1957     |           | Japan                      | Nintendo                            | Balloon Fight, Earthbound, Kid Icarus, Metroid, Super Mario Land; Präsident von Creatures |      |
| Kohei Tanaka                                 |          |           |                            |                                     | Paladin's Quest, Paladin's Quest 2 (Lennus 2), Xardion |      |
| Shinobu Tanaka                               |          |           |                            |                                     | Luigi´s Mansion, Super Mario Sunshine |      |
| Kumi Tanioka                                 | 1974     |           | Japan                      |                                     | Final Fantasy XI, Final Fantasy: Crystal Chronicles |      |
| Souji Taro                                   |          |           |                            | Konami                              | Castlevania-Reihe, Axelay |      |
| Tsukasa Tawata                               |          |           |                            |                                     | Super Earth Defense Force, Ihatova Monogatari, Thoroughbred Breeder 3 |      |
| Jeroen Tel                                   | 1972     |           | Niederlande                |                                     | Cybernoid, Cybernoid II, Eliminator |      |
| Christopher Tin                              | 1976     |           | USA                        |                                     | Civilization IV, Titelsong Baba Yetu |      |
| Amon Tobin                                   | 1972     |           | Brasilien                  |                                     | Splinter Cell: Chaos Theory |      |
| Magome Togoshi                               |          |           | Japan                      |                                     | Clannad |      |
| Kazumi Totaka                                | 1967     |           | Japan                      | Nintendo                            | Super Mario Land 2, Yoshi’s Story, Doubutsu no Mori, Luigi’s Mansion, Pokémon Ruby,Pikmin 2 und Sapphire |      |
| Yuka Tsujiyoko                               |          |           |                            |                                     | Fire-Emblem-Reihe, Paper Mario |      |
| Matt Uelmen                                  |          |           |                            |                                     | Warcraft 2, Diablo, Diablo II, Torchlight-Reihe |      |
| Nobuo Uematsu                                | 1959     |           | Japan                      |                                     | Final-Fantasy-Reihe, Chrono Trigger (mit Yasunori Mitsuda und Noriko Matsueda) |      |
| Tatsuya Uemara                               |          |           |                            |                                     | Zero Wing |      |
| Philip Ulrich                                |          |           |                            |                                     | Dune |      |
| Masami Ueda                                  |          |           |                            |                                     | Resident Evil 2, Viewtiful Joe |      |
| Ramiro Vaca                                  |          |           |                            |                                     | Turrican |      |
| Jonne Valtonen                               | 1976     |           | Finnland                   | Remedy Entertainment, Housemarque   | |      |
| Cris Velasco                                 |          |           |                            |                                     | God of War (2005) (I-III), Mass Effect 2 & 3 |      |
| Chris Vrenna                                 | 1967     |           | USA                        |                                     | Quake III Arena, American McGee’s Alice, Need for Speed: Most Wanted |      |
| Hajime Wakai                                 |          |           |                            | Nintendo                            | |      |
| Michael Wandmacher                           | 1967     |           | USA                        |                                     | Bloodborne |      |
| David Whitaker                               | 1957     |           | Großbritannien             |                                     | viele Spiele für C64, Atari 800XL und Amiga, wie Speedball, Shadow of the Beast und Obliterator |      |
| David Wise                                   |          |           | Großbritannien             | Rare                                | Donkey-Kong-Country-Reihe, Diddy Kong Racing, Star Fox Adventures |      |
| Tim „CoLD SToRAGE“ Wright                    |          |           |                            | Psygnosis                           | Wipeout, Lemmings, Colony Wars |      |
| Daniel J. Wentz                              |          |           |                            | Volition                            | |      |
| Kenji Yamamoto                               |          |           |                            | Nintendo                            | Metroid-Prime-Reihe, weitere Metroid-Spiele |      |
| Norihiko Yamanuki                            |          |           |                            |                                     | The 7th Saga |      |
| Akira Yamaoka                                | 1968     |           | Japan                      | Konami                              | Silent-Hill-Serie |      |
| Kinuyo Yamashita                             |          |           |                            | Konami                              | Castlevania, Vampire Killer |      |
| Ryō Yamazaki                                 | 1972     |           | Japan                      | Square Enix                         | Legend of Mana, Front Mission 4 |      |
| Mahito Yokota                                |          |           | Japan                      | Nintendo                            | Donkey Kong Jungle Beat, Super Mario Galaxy, Super Mario Galaxy 2 |      |
| Inon Zur                                     | 1965     |           | Israel, USA                |                                     | Baldur's Gate 2: Throne Of Bhaal, Icewind Dale II, Crysis, Prince of Persia – Warrior Within, Prince of Persia – The Two Thrones, Prince of Persia (2008) – Fallout 3 – Dragon Age: Origins und Dragon Age 2 |      |